# Naturschutzgebiet Paschensee
Das Naturschutzgebiet Paschensee liegt in den Gemeinden Neu Poserin und Plau am See im Landkreis Ludwigslust-Parchim in Mecklenburg-Vorpommern. Das 228 Hektar umfassende Naturschutzgebiet (NSG-Kennung N 120) befindet sich im Naturpark Nossentiner/Schwinzer Heide östlich der Neu Poseriner Ortschaft Wooster Teerofen. Mit der Ausweisung am 22. März 1982 soll der abflusslose, mesotroph-kalkarme Paschensee mit angrenzenden Waldbereichen geschützt werden.
Eine Gebietsverkleinerung wurde im Jahr 1996 vorgenommen.
Der Gebietszustand wird als befriedigend eingestuft. Geringe Jahresniederschläge der letzten Jahre lassen die Seefläche schrumpfen und führen zum Austrocknen der Versumpfungsmoore am Süd- und Nordostufer mit daraus resultierendem Nährstoffeintrag in den See. Die ehemaligen Waldweideflächen werden durch Pflegemaßnahmen mit Ziegen und Schafen offen gehalten.
Die Fläche des Naturschutzgebiets liegt außerdem im FFH-Gebiet Paschen-, Langhagen- und Gültzsee (Kennung DE-2439-304) und im Europäischen Vogelschutzgebiet Nossentiner/Schwinzer Heide (DE-2339-402).
Dadurch ist der Bereich am Paschensee ein Bestandteil des europäischen Schutzgebietsnetzes Natura 2000.
Mehrere Wege ermöglichen ein Betreten des Gebiets. Baden und Angeln ist verboten.

## Geschichte
Der heute 15 Meter tiefe See entstand als Toteisform im Rahmen der letzten Eiszeit. Er liegt eingebettet in eine Sanderlandschaft, die sich aufragend um den See erhebt, und reicht bis in die darunter liegende Grundmoräne des Frankfurter Eisvorstoßes. 
Menschliche Nutzung ist im Gebiet seit der Slawenzeit belegt. Eine Slawenburg befand sich am Westufer des Langhagensees, zwei Kilometer westlich. Es gab bis zum Dreißigjährigen Krieg das ehemals slawische Dorf Pajow. Der Paschensee wurde zur damaligen Zeit Pajower See genannt. Die umliegenden Flächen wurden bewirtschaftet und lagen waldfrei. Im Krieg wurde das Dorf zur Wüstung und Pionierwald siedelte sich um den Paschensee an. Das Westufer wurde in den folgenden Jahrzehnten noch als Waldweide genutzt, worauf Wacholder und Stieleiche hinweisen. In der Schmettauschen Karte aus dem Jahr 1794 ist südlich des Sees ein Wald und westlich eine Heidefläche verzeichnet. Östlich lagen neu aufgeforstete Flächen. Durch die Forstverwaltung des Klosters Dobbertin wurde mit dem beginnenden 19. Jahrhundert eine planmäßige Forstwirtschaft eingeführt.
Bis 1945 wurden die Niedermoorflächen als Acker und Wiese genutzt. In den 1930er Jahren wurden Karpfen und Aale in den See eingesetzt. Die fischereiliche Nutzung endete im Jahr 1985 mit Abfischung des Sees.

## Pflanzen- und Tierwelt
Das nährstoffarme, saure Milieu führt zu einer angepassten Pflanzen- und Tierwelt. Der See ist weitgehend frei von Unterwasservegetation. Nur in Ufernähe existieren kleinere Bestände von Weißer Seerose, Schwimmendem Laichkraut, Wasserknöterich und Quirl-Tausendblatt. Schilfröhricht und Gemeine Sumpfsimse wachsen im Uferbereich. Schneideried findet sich auf nacktem Ufersand.
Bis auf das Westufer ist der See von mesotroph-sauren Versumpfungsmooren umgeben mit Torfmoos, Seggen und Wollgräsern. Sonnentau kommt vor. 
Um den See verlaufen Säume aus Erle, Birke und Kiefer.
Der Fischotter lebt im Gebiet, weiterhin Fledermäuse wie Großer Abendsegler, Fransen-, Rauhaut- und Wasserfledermaus.